# Opálenisko
Opálenisko (1143 m) – szczyt w północnej części Niżnych Tatr na Słowacji. Stanowi zakończenie północno-zachodniego ramienia szczytu Na jame. Jego północne stoki opadają do Kotliny Liptowskiej w miejscowości Pavčina Lehota, wschodnie i zachodnie do dwóch głębokich dolinek.
Opálenisko jest porośnięte lasem, ale na północno-wschodnich stokach opadających do dolinki między Opáleniskiem a Pálenicą znajduje się wyciąg  linowy i  działający w lecie zjazd bobslejowy (Horská bobová dráha).

## Przypisy

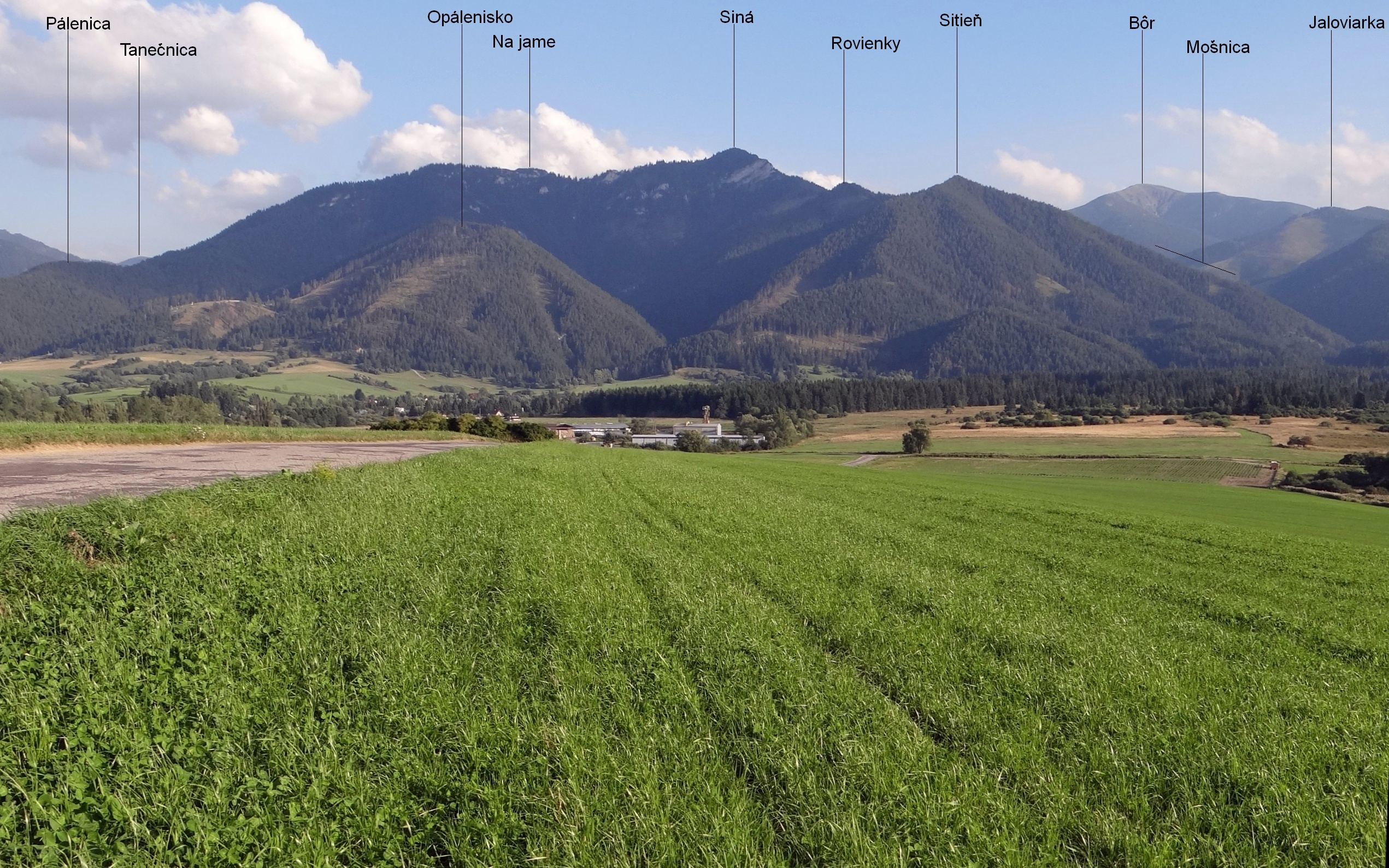
Widok z miejscowości Svätý Kríž